# Anémone fausse-renoncule
Anemone ranunculoides
Espèce
Classification phylogénétique
Statut de conservation UICN

 LC  : Préoccupation mineure
L'Anémone fausse renoncule ou Sylvie jaune (Anemone ranunculoides, du grec anemos " vent " et ranunculoides car sa fleur ressemble à celle d'une renoncule) est une espèce de plantes à fleurs de la famille des Renonculacées.

## Description

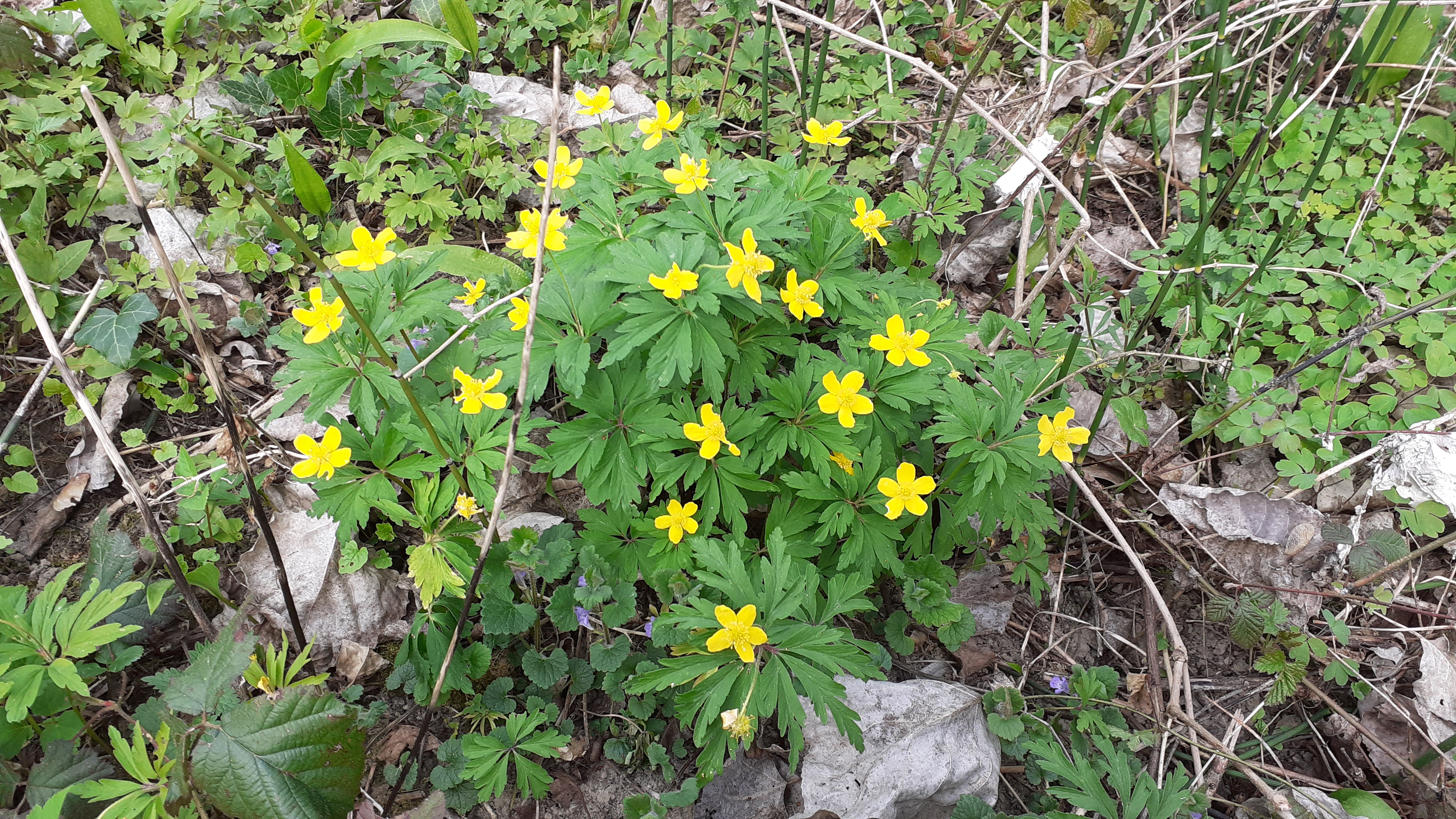
Groupe d'amémones fausse renoncule.

L'anémone fausse renoncule est une plante herbacée vivace qui se reconnaît à son verticille de trois feuilles palmatilobées caulinaires qui s'attache directement sur la tige et d'où s'élèvent une ou deux fleurs terminales jaune d'or.
L'Anémone fausse renoncule est vénéneuse. Elle contient de l'anémonine, un violent poison : 200 mg tuent un animal de 10 kg.
- Floraison : de mars à juin.

## Aire de répartition
Presque toute l'Europe mais rare dans l'Ouest et dans les régions méditerranéennes.
En France (comme en Belgique), elle est assez rare ; elle est protégée en Poitou-Charentes, Haute-Normandie, Île-de-France et Alsace.

## Hybridation

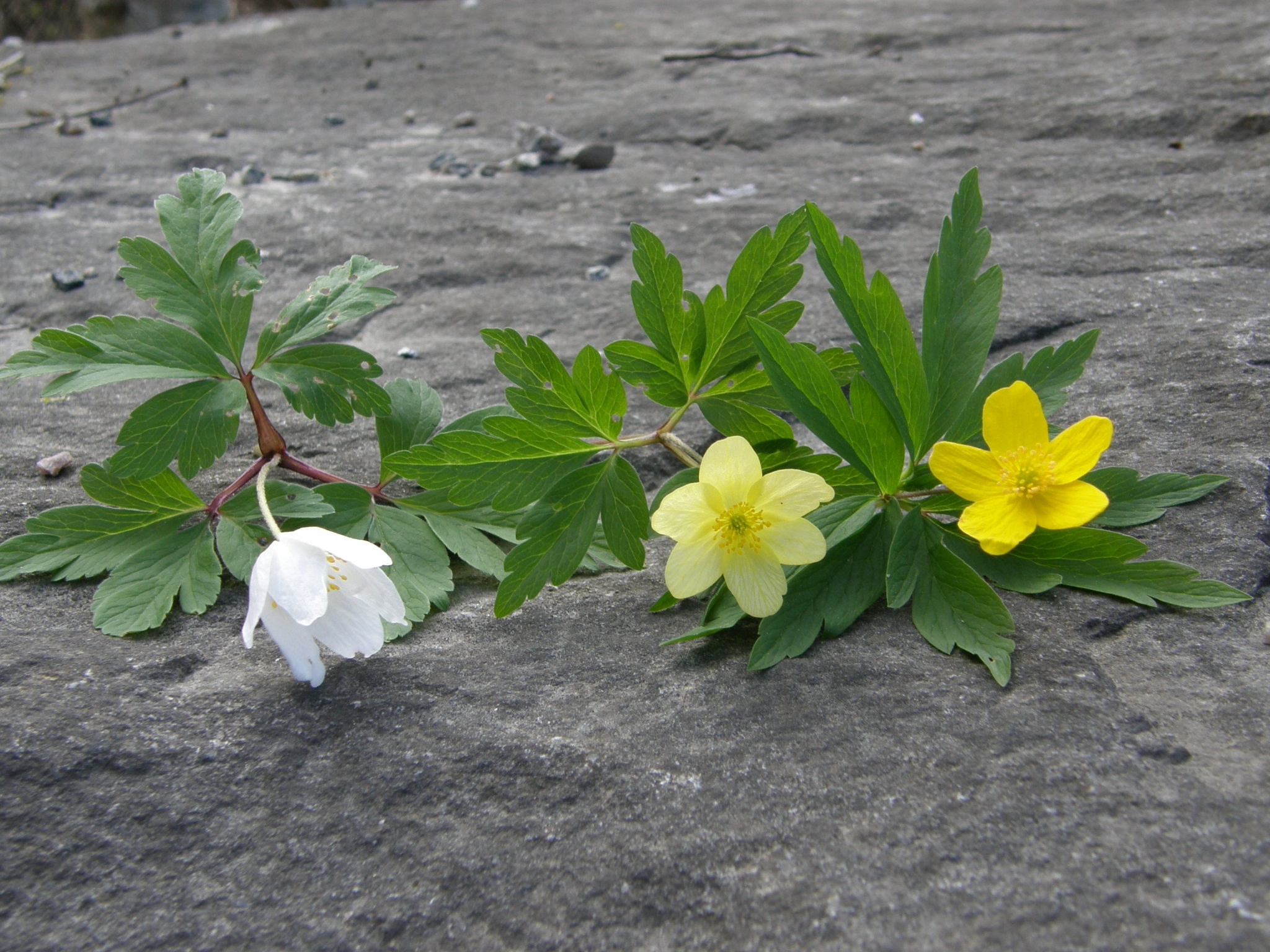
Anemone × lipsiensis (au milieu) et ses parents.

Là où l'anémone sylvie et l'anémone fausse renoncule se côtoient, on peut rencontrer l’hybride Anemone × lipsiensis Beck, originaire de la forêt alluviale de Leipzig.